# John Malkovich
John Gavin Malkovich (n. 9 decembrie 1953, Christopher⁠(d), Illinois, SUA) este un actor, producător și regizor american. 
Malkovich a apărut în peste 70 de filme, iar pentru rolurile sale în filmele Places, Heart și In the Line of Fire a fost nominalizat la Premiile Oscar, BAFTA și Globul de Aur. De asemenea, rolurile sale în filmele Empire of the Sun, The Killing Fields, Dangerous Liaisons, Con Air, Being John Malkovich și Changeling au fost foarte apreciate de către critica de specialitate.
S-a născut în Illinois, într-o familie cu rădăcini croate, germane și scoțiene. Tatăl lui, Daniel Malkovich, a fost editor la o revistă politică, iar mama lui, Joe Ann, a fost patroana ziarului local Benton Evening News. A urmat școala catolică dintr-o suburbie a orașului Chicago. Cariera și-a început-o în teatru, jucând în mai multe musicaluri. A făcut parte și dintr-o formație de muzică folk și rock. 

## Filmografie

### Actor
| An                | Titlu                                                     | Rol                                | Note |
| ----------------- | --------------------------------------------------------- | ---------------------------------- | --- |
| 1983              | Say Goodnight, Gracie                                     | Steve                              | |
| 1984              | Places in the Heart                                       | Mr. Will                           | Boston Society of Film Critics Award for Best Supporting Actor Kansas City Film Critics Circle Award for Best Supporting Actor National Society of Film Critics Award for Best Supporting Actor National Board of Review Award for Best Supporting Actor Nominalizare — Academy Award for Best Supporting Actor |
| 1984              | The Killing Fields                                        | Al Rockoff                         | Boston Society of Film Critics Award for Best Supporting Actor National Society of Film Critics Award for Best Supporting Actor |
| 1984              | True West                                                 | Lee                                | |
| 1985              | Death of a Salesman                                       | Biff Loman                         | Film de televiziune Primetime Emmy Award for Outstanding Supporting Actor in a Miniseries or a Movie Sant Jordi Award for Best Foreign Actor (Mejor Actor Extranjero) Nominalizare — Golden Globe Award for Best Supporting Actor – Series, Miniseries or Film de televiziune |
| 1985              | Eleni                                                     | Nick Gage                          | |
| 1986              | Rocket to the Moon                                        | Ben Stark                          | Film de televiziune |
| 1987              | The Glass Menagerie                                       | Tom Wingfield                      | Sant Jordi Award for Best Foreign Actor (Mejor Actor Extranjero) |
| 1987              | Making Mr. Right                                          | Dr. Jeff Peters / Ulysses          | |
| 1987              | Empire of the Sun                                         | Basie                              | |
| 1987              | Santabear's High Flying Adventure                         | Santa Claus                        | Voce Film de televiziune |
| 1988              | Miles from Home                                           | Barry Maxwell                      | |
| 1988              | Dangerous Liaisons                                        | Vicomte de Valmont                 | Sant Jordi Award for Best Foreign Actor (Mejor Actor Extranjero) |
| 1990              | The Sheltering Sky                                        | Port Moresby                       | |
| 1991              | Old Times                                                 | Deeley                             | Film de televiziune |
| 1991              | The Object of Beauty                                      | Jake                               | |
| 1991              | Queens Logic                                              | Elliot                             | Nominalizare — Independent Spirit Award for Best Supporting Male |
| 1992              | Shadows and Fog                                           | Clown                              | |
| 1992              | Of Mice and Men                                           | Lennie Small                       | |
| 1992              | Jennifer Eight                                            | Agent St. Anne                     | Jury "Coup de Chapeau" |
| 1993              | In the Line of Fire                                       | Mitch Leary                        | Nominalizare — Academy Award for Best Supporting Actor Nominalizare — BAFTA Award for Best Actor in a Supporting Role Nominalizare — Golden Globe Award for Best Supporting Actor – Motion Picture Nominalizare — MTV Movie Award for Best Villain Nominalizare — Saturn Award for Best Supporting Actor |
| 1993              | Alive                                                     | Older Carlitos Paez                | Necreditat |
| 1994              | Heart of Darkness                                         | Kurtz                              | Film de televiziune Nominalizare — Golden Globe Award for Best Supporting Actor – Series, Miniseries or Film de televiziune Nominalizare — Screen Actors Guild Award for Outstanding Performance by a Male Actor in a Miniseries or Television Movie |
| 1995              | O Convento                                                | Michael                            | |
| 1995              | Beyond the Clouds                                         | The Director                       | |
| 1996              | Mary Reilly                                               | Dr. Henry Jekyll / Mr. Edward Hyde | |
| 1996              | The Portrait of a Lady                                    | Gilbert Osmond                     | |
| 1996              | The Ogre                                                  | Abel Tiffauges                     | |
| 1996              | Mulholland Falls                                          | General Timms                      | |
| 1997              | Con Air                                                   | Cyrus "The Virus" Grissom          | |
| 1998              | The Man in the Iron Mask                                  | Athos                              | |
| 1998              | Rounders                                                  | Teddy KGB                          | |
| 1999              | Being John Malkovich                                      | John Horatio Malkovich             | American Comedy Award for Funniest Supporting Actor in a Motion Picture New York Film Critics Circle Award for Best Supporting Actor Nominalizare — Chicago Film Critics Association Award for Best Supporting Actor Nominalizare — Las Vegas Film Critics Society Award for Best Supporting Actor Nominalizare — Online Film Critics Society Award for Best Supporting Actor Nominalizare — Screen Actors Guild Award for Outstanding Performance by a Cast in a Motion Picture |
| 1999              | The Messenger: The Story of Joan of Arc                   | Charles VII                        | |
| 1999              | Le Temps Retrouvé                                         | Le Baron de Charlus                | |
| 1999              | RKO 281                                                   | Herman Mankiewicz                  | Nominalizare — Primetime Emmy Award for Outstanding Supporting Actor in a Miniseries or a Movie |
| 2000              | Shadow of the Vampire                                     | F.W. Murnau                        | |
| 2000              | Les Misérables                                            | Javert                             | |
| 2001              | Knockaround Guys                                          | Teddy Deserve                      | |
| 2001              | I'm Going Home                                            | John Crawford                      | |
| 2001              | Les âmes fortes                                           | Monsieur Numance                   | |
| 2002              | The Dancer Upstairs                                       | Abimael Guzman                     | Regizor |
| 2002              | Hideous Man                                               | Narator                            | Scenarist, regizor |
| 2002              | Napoléon                                                  | Charles Talleyrand                 | Nominalizare — Primetime Emmy Award for Outstanding Supporting Actor in a Miniseries or a Movie |
| 2002              | Ripley's Game                                             | Tom Ripley                         | |
| 2003              | Johnny English                                            | Pascal Sauvage                     | |
| 2003              | Um Filme Falado                                           | Captain John Walesa                | |
| 2003              | Adaptation.                                               | El însuși                          | |
| 2004              | The Libertine                                             | Carol al II-lea al Angliei         | |
| 2005              | The Hitchhiker's Guide to the Galaxy                      | Humma Kavula                       | |
| 2005              | Colour Me Kubrick                                         | Alan Conway                        | |
| 2005              | Flipping Uncle Kimono                                     | El însuși                          | Documentar |
| 2006              | Art School Confidential                                   | Professor Sandiford                | |
| 2006              | Eragon                                                    | Galbatorix                         | |
| 2006              | Klimt                                                     | Gustav Klimt                       | |
| 2006              | The Call                                                  | Priest                             | Film scurt |
| 2007              | Drunkboat                                                 | Mort                               | |
| 2007              | In Transit                                                | Pavlov                             | |
| 2007              | Beowulf                                                   | Unferth                            | |
| 2007              | Polis is This: Charles Olson and the Persistence of Place | El însuși                          | Documentar |
| 2008              | Burn After Reading                                        | Osborne Cox                        | Nominalizare — St. Louis Gateway Film Critics Association Award for Best Actor |
| 2008              | The Great Buck Howard                                     | Buck Howard                        | |
| 2008              | Changeling                                                | Reverend Briegleb                  | |
| 2008              | Gardens of the Night                                      | Michael                            | |
| 2008              | Mutant Chronicles                                         | Constantine                        | |
| 2009              | Afterwards                                                | Joseph Kay                         | |
| 2010              | Jonah Hex                                                 | Quentin Turnbull                   | |
| 2010              | Secretariat                                               | Lucien Laurin                      | |
| 2010              | RED                                                       | Marvin Boggs                       | Nominalizare — Satellite Award for Best Actor – Motion Picture Musical or Comedy Nominalizare — Saturn Award for Best Supporting Actor |
| 2010              | Disgrace                                                  | David Lurie                        | |
| 2011              | Transformers: Dark of the Moon                            | Bruce Brazos                       | |
| 2012              | Lines of Wellington                                       | General Wellington                 | |
| 2013              | Warm Bodies                                               | General Grigio                     | [ 20 ] |
| 2013              | Siberian Education                                        | Grandfather Kuzya                  | |
| 2013              | RED 2                                                     | Marvin Boggs                       | |
| 2014              | Cesar Chavez                                              | Bogdanovich Senior                 | |
| 2014              | Crossbones                                                | Blackbeard                         | |
| 2014              | Penguins of Madagascar                                    | Dave / Dr. Octavius Brine          | Voce |
| 2014              | The Giacomo Variations                                    | Giacomo Casanova                   | |
| 2014              | Cut Bank                                                  | Sheriff Vogel                      | |
| 2015              | Dominion                                                  | Dr. Felton                         | |
| Deepwater Horizon | Donald Vidrine                                            |                                    | |
| Psychogenic Fugue | Various roles                                             | Short film                         | |
| 2017              | Unlocked                                                  | Bob Hunter                         | |
| 2017              | The Wilde Wedding                                         | Laurence Darling                   | |
| 2017              | I Love You, Daddy                                         | Leslie Goodwin                     | |
| 2017              | About Love. Only for Adults                               | Speaker                            | |
| 2017              | Bullet Head                                               | Walker                             | |
| 2018              | Supercon                                                  | Sid Newberry                       | |
| 2018              | Mile 22                                                   | James Bishop                       | |
| 2018              | Bird Box                                                  | Douglas                            | |
| 2019              | Extremely Wicked, Shockingly Evil and Vile                | Judge Edward Cowart                | |
| 2019              | Velvet Buzzsaw                                            | Piers                              | |
| 2019              | Eve                                                       |                                    | Post-producție |
| 2019              | Instinto                                                  |                                    | |
| 2019              | Valley of the Gods                                        | Wes Tauros                         | Post-producție |
| TBA               | El Tonto                                                  |                                    | Post-producție |

- Agatha Christie: ucigașul ABC (2018) - Hercule Poirot

### Regizor
- The Dancer Upstairs (2002)
- Hideous Man (2002)

### Scenarist
- Hideous Man (2002)

### Producător
- The Accidental Tourist (1988) (executive producer)
- Ghost World (2001)
- The Dancer Upstairs (2002)
- The Libertine (2004)
- Kill the Poor (2006)
- Art School Confidential (2006)
- Juno (2007)
- Young Adult (2011)
- The Perks of Being a Wallflower (2012)
- Chavez  (2013)[21]